# Aidia jambosoides
Aidia jambosoides är en måreväxtart som först beskrevs av Theodoric Valeton, och fick sitt nu gällande namn av Colin Ernest Ridsdale. Aidia jambosoides ingår i släktet Aidia och familjen måreväxter. Inga underarter finns listade i Catalogue of Life.